# Каллиар (мифология)
Каллиар (др.-греч. Καλλίαρος) — персонаж древнегреческой мифологии.
Согласно «Этнике» Стефана Византийского, который цитировал историка V века до н. э. Гелланика Митиленского, Каллиар был сыном Годедока и Лаономы. Легендарный основатель и эпоним города Каллиар в Локриде. Согласно одному из схолиев к «Илиаде» Гомера персонажа звали Каллиараем, а его отцом был сын Зевса Опунт.